# Rjójú Kobajaši
Rjójú Kobajaši (japonsky 小林 陵侑, Kobajaši Rjójú); * 8. listopadu 1998 Hačimantai, Iwate, Japonsko) je japonský skokan na lyžích. Je jedním z nejúspěšnějších současných skokanů. Během sezony 2018-2019 vyhrál Světový pohár o 736 bodů. Na olympijských hrách v Pekingu roku 2022 vyhrál závod na středním můstku.